# جونيور كيلي
جونيور كيلي (بالإنجليزية: Junior Kelly)‏ هو مغني جامايكي، ولد في 23 سبتمبر 1969 في كينغستون في جامايكا.

## وصلات خارجية
- الموقع الرسمي
- جونيور كيلي على موقع ميوزك برينز (الإنجليزية)
- جونيور كيلي على موقع ديسكوغز (الإنجليزية)